# Justus Strid

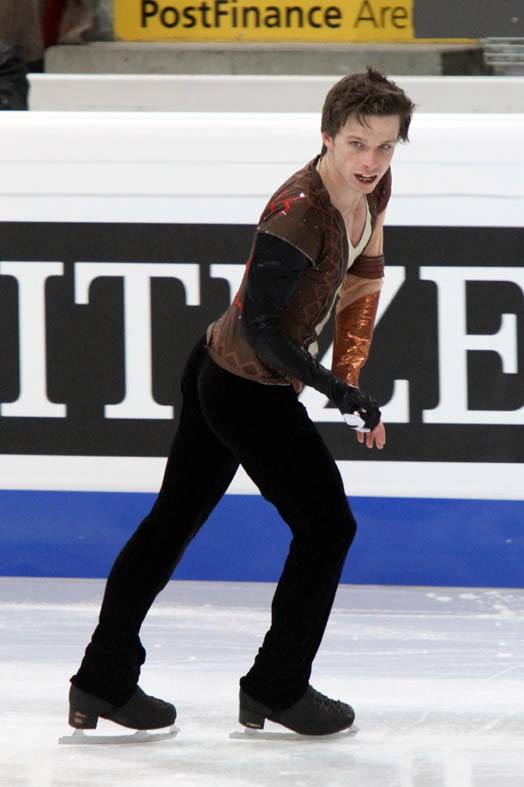
Justus Strid (2011)

Justus Strid (Göteborg, 29 april 1987) is een Zweeds voormalig kunstschaatser, uitkomende voor Denemarken.
Hij is zevenvoudig Deens kampioen. De in Zweden geboren Strid kwam tot 2008 uit voor zijn geboorteland. Hij won er drie jaar achtereen de zilveren medaille bij de NK junioren en veroverde in december 2006 brons bij de Zweedse nationale kampioenschappen. Strid verhuisde in 2004 naar Denemarken; van 2008 tot 2015 nam hij namens Denemarken deel aan de (inter)nationale wedstrijden.

## Belangrijke resultaten
tot 2008 voor Zweden, 2008-2015 voor Denemarken
| Kampioenschap           | 03/04  | 04/05  | 05/06  | 06/07         |               | 07/08         | 08/09         | 09/10         | 10/11         | 11/12         | 12/13         | 13/14         | 14/15         |
| ----------------------- | ------ | ------ | ------ | ------------- | ------------- | ------------- | ------------- | ------------- | ------------- | ------------- | ------------- | ------------- | ------------- |
| Wereldkampioenschap     |        |        |        |               |               |               |               |               | 32e           | 30e           | 24e           | 31e           |               |
| Europees kampioenschap  |        |        |        |               |               |               |               |               | 28e           | 20e           | 21e           | 31e           | 19e           |
| Nationaal kampioenschap |        |        |        | Brons         |               | Goud          | Goud          | Goud          | Goud          | Goud          | Goud          | Goud          |               |
| NK junioren             | Zilver | Zilver | Zilver | geen deelname | geen deelname | geen deelname | geen deelname | geen deelname | geen deelname | geen deelname | geen deelname | geen deelname | geen deelname |